# Biblioteca d'Hadrià

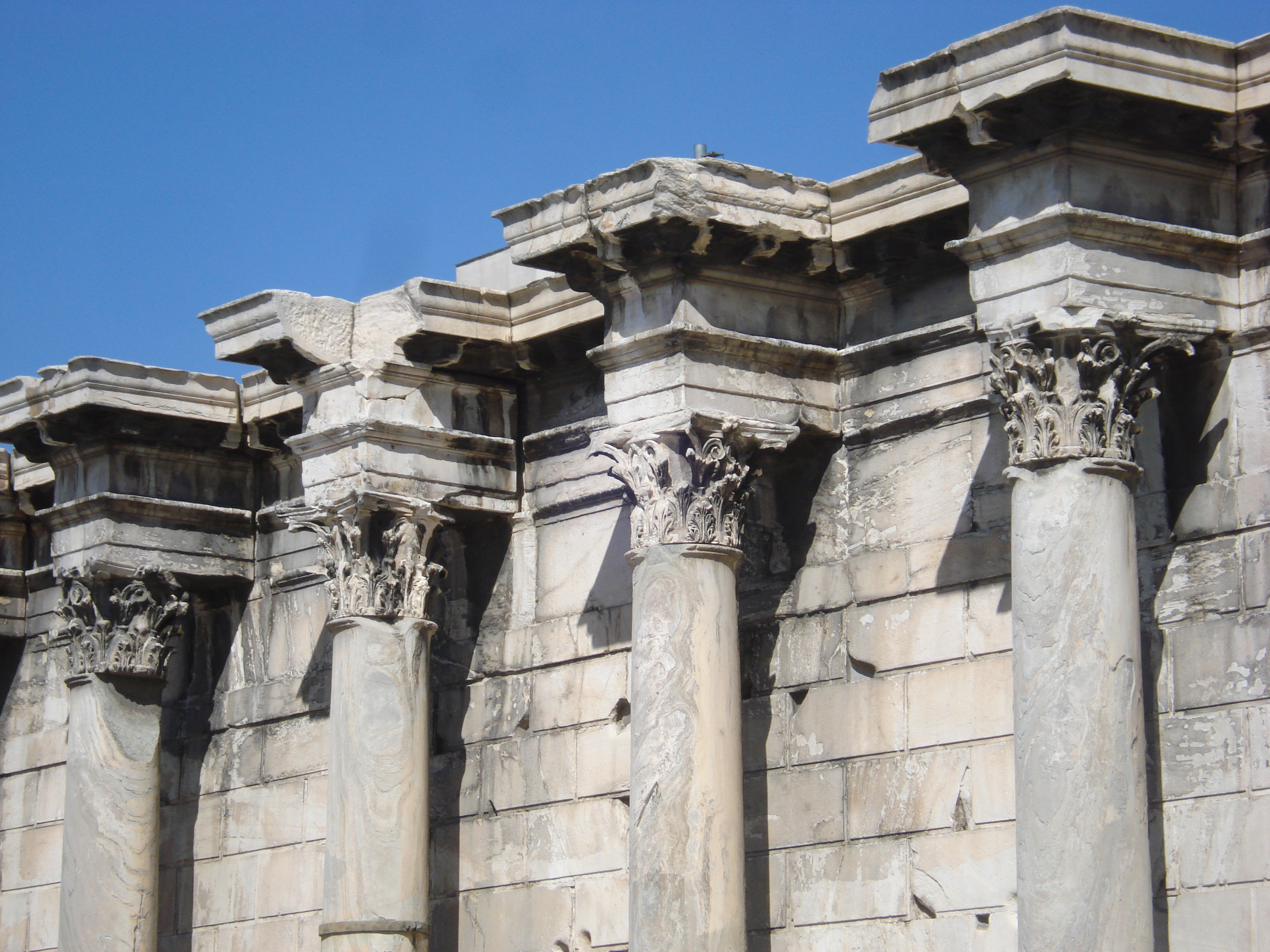
Capitels corintis de les columnes de la Biblioteca d'Hadrià.

La Biblioteca d'Hadrià va ser construïda per ordre de l'emperador romà Hadrià l'any 132 dC, al nord de l'Acròpoli d'Atenes.
Encara que es coneix amb el nom de biblioteca des del segle xix, va tenir altres funcions, com ara la de plaça pública i centre de cultura, amb jardins, obres d'art i una piscina.
La seua forma arquitectònica recorda a la del Temple de la Pau a Roma. Té una estructura típica de fòrum romà i la seua forma és gairebé quadrada, amb una única entrada per l'est, on hi havia un propileu amb columnes d'ordre corinti. Els murs nord, sud i est es van construir amb pedra calcària, mentre que l'oest es va fer amb marbre del Pentèlic.